# 越南民主共和
越南民主共和（えつなんみんしゅきょうわ、ベトナム語:Việt Nam Dân chủ Cộng hòa）とは、ベトナム民主共和国で、寺院など建築物の棟札、扁額や祈祷文での使用例がある非公式の紀年法。
ベトナム民主共和国が樹立された1945年を元年とする。ベトナム民主共和国は西暦を公式の紀年法に採用していた。